# Якувки
Якувки (пол. Jakówki) — деревня в Бяльском повете Люблинского воеводства Польши. Входит в состав гмины Янув-Подляский. По данным переписи 2011 года, в деревне проживал 191 человек.

## География
Деревня расположена на востоке Польши, на правом берегу реки Чижувки, на расстоянии приблизительно 18 километров к северу от города Бяла-Подляска, административного центра повета. Абсолютная высота — 140 метров над уровнем моря. К северу от населённого пункта проходит региональная автодорога 698.

## История
Согласно «Справочной книжке Седлецкой губернии на 1875 год» деревня входила в состав гмины Павлов Константиновского уезда Седлецкой губернии. В период с 1975 по 1998 годы Якувки входили в состав Бяльскоподляского воеводства.

## Население
Демографическая структура по состоянию на 31 марта 2011 года:
|         | Всего | До трудоспособного возраста | Трудоспособного возраста | Старше трудоспособного возраста |
| ------- | ----- | --------------------------- | ------------------------ | ------------------------------- |
| Мужчины | 97    | 24                          | 55                       | 18                              |
| Женщины | 94    | 17                          | 52                       | 25                              |
| Всего   | 191   | 41                          | 107                      | 43                              |